# Route 16 (Alberta)
La Route 16 est une route importante ouest / est dans le centre de l'Alberta reliant Jasper à Lloydminster via Edmonton. Elle forme le segment albertain de la route Yellowhead, une route interprovinciale importante faisant partie du réseau de la route transcanadienne s'étendant de Masset, Colombie-Britannique à Portage la Prairie, Manitoba, près de Winnipeg. La route 16 parcourt environ 634 km (394 mi) depuis la frontière de l'Alberta et de la Colombie-Britannique à l'ouest jusqu'à la frontière avec la Saskatchewan à l'est., La route fait partie intégrante du réseau routier national et y est une route majeure.

## Description du tracé

### Jasper National Park
La route 16 de Colombie-Britannique devient, à la frontière avec l'Alberta, la route 16 alors qu'elle traverse la ligne continentale de partage des eaux et le Col Tête-Jaune en Alberta, entrant dans le Parc national de Jasper. Elle se dirige vers l'est dans la municipalité de Jasper jusqu'à ce qu'elle atteigne une intersection avec la route 93 (Icefields Parkway) et l'accès ouest de Jasper. À l'est de la route 93, la route bifurque vers le nord, passe par l'accès est de la ville et continue vers le nord-est en longeant la rivière Athabasca dans le district d'amélioration no 12. Le segment de la route 16 se trouvant dans le Parc national de Jasper est entretenu par le Gouvernement du Canada.

### Parc national de Jasper à Edmonton

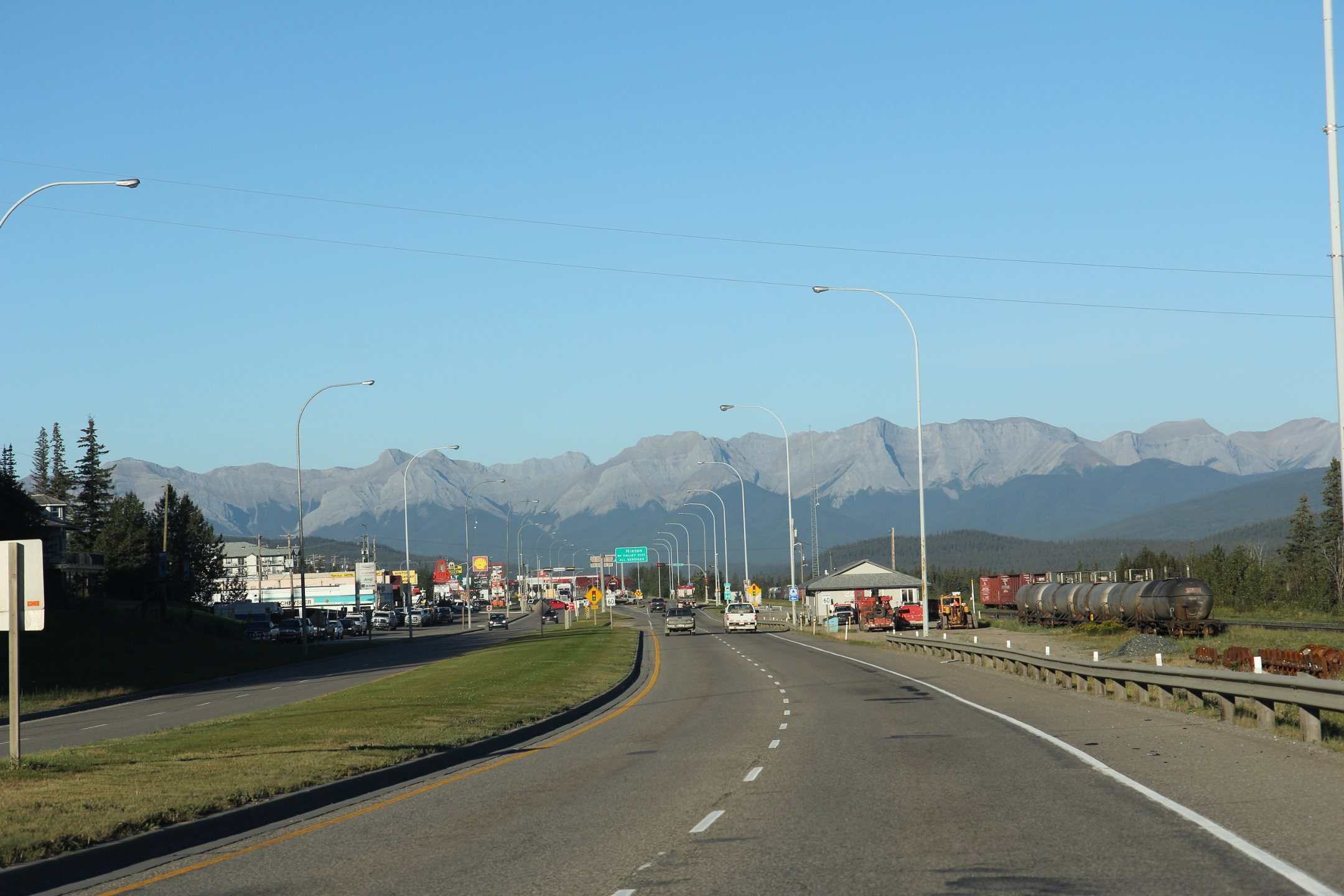
Route 16 ouest à Hinton

En quittant le Parc national de Jasper, la route 16 traverse plusieurs municipalités rurales du Comté de Yellowhead et du Comté de Parkland. Depuis la frontière avec la Colombie-Britannique, la route 16 est une route à deux voies à chaussée non-divisée. Immédiatement après avoir croisé la route 40, près de Hinton, elle devient une route à quatre voies à chaussées divisées. La route continue vers le nord-est et passe par Hinton et Obed, où elle traverse le Obed Summit, le plus haut point sur la route Yellowhead. La route passe ensuite par Edson, Niton Junction, Wildwood, Evansburg, Entwistle, Gainford et au nord du Lac Wabamun. Elle continue ensuite vers l'est en passant par Seba Beach, Fallis, Wabamun et Kapasiwin avant de croiser la route 43. Peu après, la route se divise en deux routes et la route 16A prend naissance, vers le sud-est. Il s'agit de l'ancien tracé de la route 16. La route 16, quant à elle, continue vers l'est en passant au nord de Stony Plain et de Spruce Grove. La route 16 fait partie du corridor CANAMEX entre la route 43 et sa jonction avec la route 216, la route de ceinture autour d'Edmonton.

### Edmonton
La route 16 traverse Edmonton sous forme d'autoroute nommée la Yellowhead Trail. La majorité de la route dans la ville comporte des échangeurs, mais certaines intersections demeurent à niveau. Elle traverse la ville dans son secteur nord et croise à nouveau la route 216 à sa sortie de la ville.

### Edmonton à Lloydminster

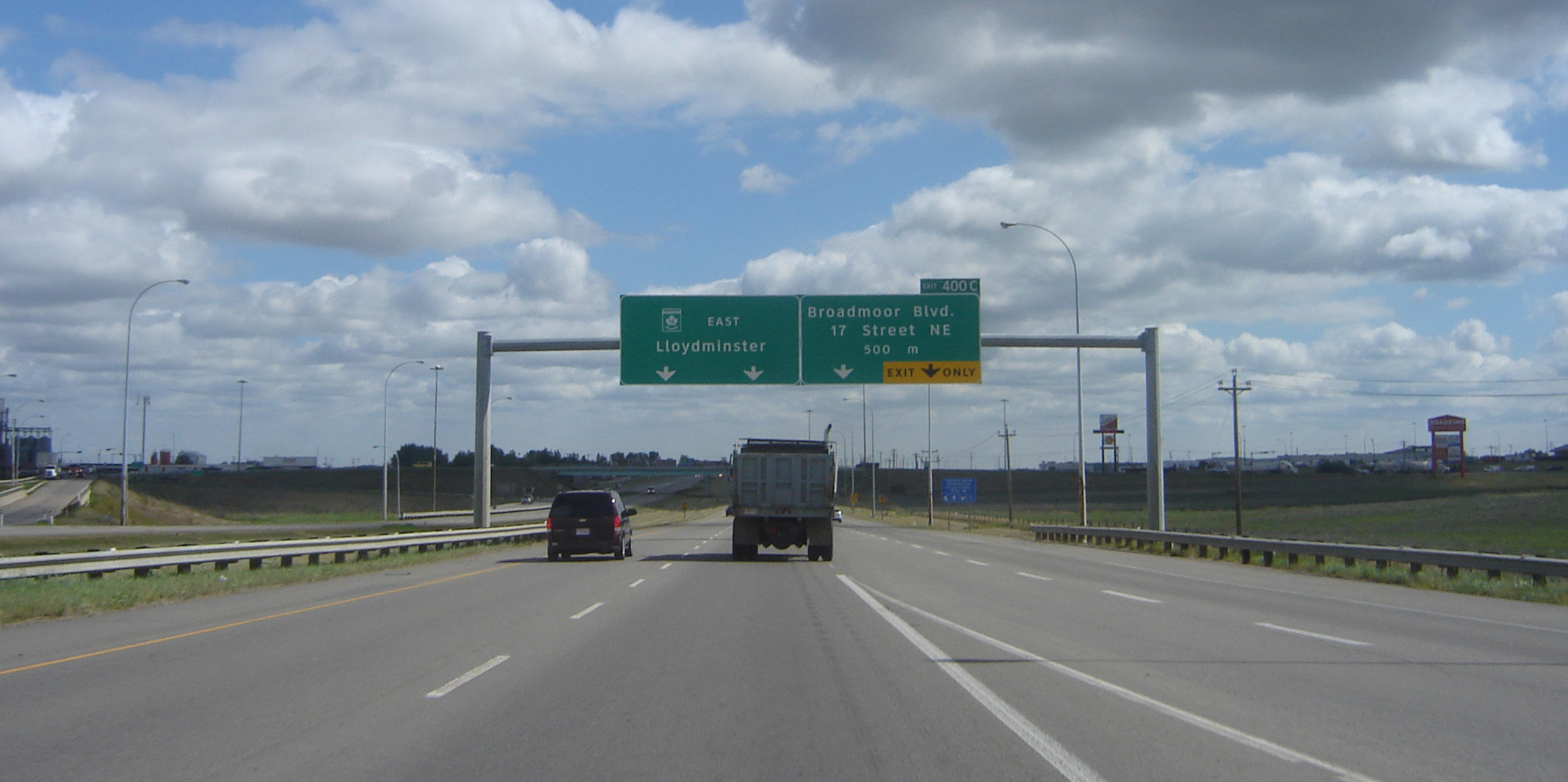
Sortie 400C vers Broadmoor Blvd

La route 16 quitte Edmonton et entre dans le Comté de Strathcona ;a son intersection avec la route 216. La route 16 se dirige vers l'est et passe par Sherwood Park. Elle continue ensuite dans la même direction en passant par Ardrossan et dans le Parc national Elk Island. Elle passe alors dans les municipalités durales du Comté de Lamont, du Comté de Minburn et du Comté de Vermilion River. La route adopte une orientation générale vers le sud-est en direction de Mundare et de Vegreville, où la route 16A traverse la ville alors que la route 16 la contourne. La route continue vers Lavoy, Ranfurly, Innisfree, Minburn, Mannville, Vermilion, Kitscoty et Blackfoot. Après avoir passé par Blackfoot, la route 16 entre dans la ville de Lloydminster en empruntant Ray Nelson Drive (44 Street) et est entretenue par la ville de Lloydminster,. La route y constitue une rue commerciale majeure et atteint la frontière de la Saskatchewan à son intersection avec la route 17 (50 Avenue), laquelle marque la frontière, et devient la route 16 de Saskatchewan.
Sur toute sa longueur entre Edmonton et la frontière, la route 16 est une route à quatre voies à chaussées divisées.

## Histoire

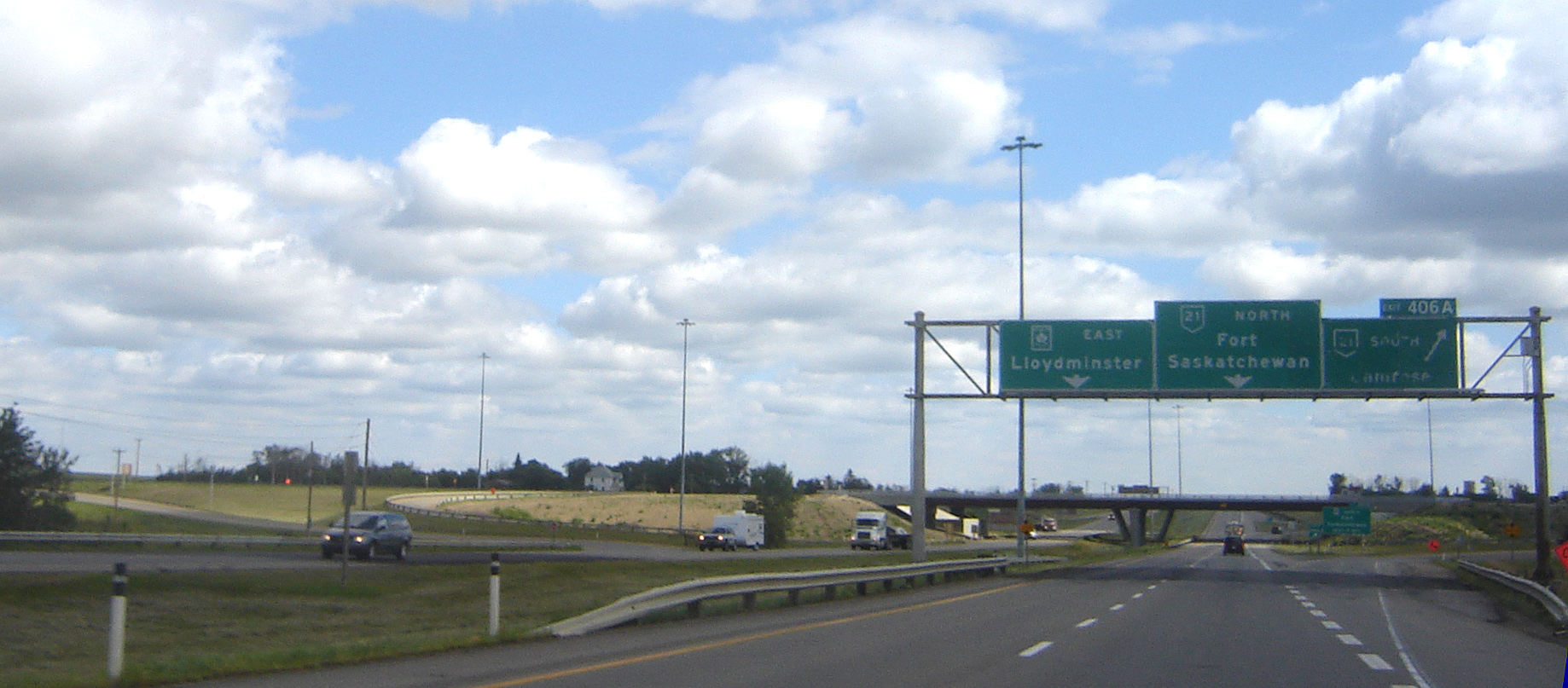
Échangeur entre l'AB-16 et l'AB-21

La route Yellowhead est nommée d'après le Col Tête-Jaune dans les Rocheuses. Au début des années 1800, Pierre Bostonais, un trappeur Iroquois-Métis travaillait pour la Compagnie de la Baie d'Hudson. En raison de la couleur de ses cheveux, blonds, les voyageures francophones l'ont surnommé "Tête Jaune", "Yellowhead" en anglais. En 1819, Bostonais a agi comme guide pour la compagne et a exploré un route en descendant le fleuve Fraser jusqu'à la ville actuelle de Prince George. Près d'un siècle plus tard, la Grand Trunk Pacific (GTP) et la Canadian Northern Railway (CNoR) ont construit des voies ferrées que la Route Yellowhead longera plus tard. Les deux lignes entre Evansburg, Alberta, et Red Pass Junction ont été combinées en 1917. La GTP et la CNoR sont toutes deux devenues parties de la nouvelle entreprise ferroviaire, le Canadien National (CNR) en 1924.
Suivant la Première guerre mondiale, alors que l'utilisation de l'automobile allait en croissance exponentielle, l'arpenteur du CNR Fred Driscoll ainsi que la Edmonton Automobile and Good Roads Association ont formé un comité promouvant la création d'une route pour les automobiles. Driscoll croyait que les voies ferrées abandonnées constituraient une base idéale pour la construction d'une route. La Edmonton Automobile Association a offert une médaille d'or à la première personne à relier Edmonton et Victoria en passant par cette route. Charles Neiymer et Frank Silverthorne ont quitté dans un véhicule 4×4 le 17 juin 1922. La semaine suivante, George Gordon et J. Sims ont quitté Edmonton dans un Ford Model T en suivant la même route. Le 4 juillet, les deux duos sont arrivés à Victoria et chacun a reçu une médaille d'or.
Cependant, il attendre la Deuxième guerre mondiale pour que des améliorations soient apportées à la route. Le déplacement de plusieurs ressortissants canado-japonais depuis la côte Pacifique vers des camps dans les terres a mené à certains développements. Trente kilomètres de route ont été construits dans le lit de la voie ferrée et 40 km (25 mi) en terrain montagneux. En 1944, la Tote Road a ouvert entre Jasper et la Vallée du Fraser.
En août 1948, un cortège a été organisé pour démontrer la nécessité d'une route d'envergure. La Loi sur la route transcanadienne a été adoptée en 1949, offrant une subvention allant jusqu'à 90% des coûts pour améliorer les routes sélectionnées à des standards plus modernes. Cependant, la Tote Highway n'a pas été incluse dans l'offre de subvention. Dans les mêmes temps, la Trans Mountain Oil Pipe Line Company a commencé à voir la Tote Road comme une route potentielle pour un pipeline entre Edmonton et Vancouver. La construction a commencé en 1952 et la route le long du pipeline a été démolie en grande partie.
Graduellement, les travaux pour reconstruire la route ont progressé. Ailleurs, le tracé principal de la route transcanadienne était complété en 1957. La route Yellowhead est devenue éligible à la subvention fédérale plus tard. En 1969, la Tote Road avait été généralement reconstruite et pavée. Le 15 août 1970, le premier-ministre de Colombie-Britannique, W. A. C. Bennett, a officiellement ouvert la route Yellowhead.

## Intersections majeures
| Municipalité rurale / spécialisée                                            | Ville                                        | km                                      | Sortie | Destinations                                                                                                | Notes |
| ---------------------------------------------------------------------------- | -------------------------------------------- | --------------------------------------- | --- | --- | --- |
| Municipalité de Jasper (Parc national de Jasper)                             |                                              | 0,00                                    | | Route 16 ouest – Prince George, Kamloops                                                                    | Continue en Colombie-Britannique                                                                                              |
| Municipalité de Jasper (Parc national de Jasper)                             | Col Tête-Jaune – 1 131 m (3 711 pi)          | 0,00                                    | | | |
| Municipalité de Jasper (Parc national de Jasper)                             | 3,70                                         | Entrée ouest du Parc national de Jasper | Entrée ouest du Parc national de Jasper                                                                     | Entrée ouest du Parc national de Jasper                                                                     | |
| Municipalité de Jasper (Parc national de Jasper)                             | Jasper                                       | 24,60                                   | | AB-93 sud (Icefields Parkway) – Lake Louise, Banff                                                          | Terminus nord de l'AB-93 |
| Municipalité de Jasper (Parc national de Jasper)                             | Jasper                                       | 24,60                                   | AB-16A est (Connaught Drive) – Jasper                                                                       | | |
| Municipalité de Jasper (Parc national de Jasper)                             | Jasper                                       | 25,80                                   | | AB-93A sud / Hazel Avenue                                                                                   | |
| Municipalité de Jasper (Parc national de Jasper)                             | Jasper                                       | 28,80                                   | | AB-16A ouest (Connaught Drive) – Jasper                                                                     | |
| I.D. No 12 (Parc national de Jasper)                                         |                                              | 46,60                                   | Traverse la rivière Athabasca                                                                               | Traverse la rivière Athabasca                                                                               | Traverse la rivière Athabasca                                                                                                 |
| I.D. No 12 (Parc national de Jasper)                                         |                                              | 76,40                                   | Entrée est du Parc national de Jasper                                                                       | Entrée est du Parc national de Jasper                                                                       | Entrée est du Parc national de Jasper                                                                                         |
| Comté de Yellowhead                                                          |                                              | 96,60                                   | | AB-40 nord (Big Horn Highway) – Grande Cache, Grande Prairie                                                | Terminus ouest du multiplex avec l'AB-40                                                                                      |
| Comté de Yellowhead                                                          | Hinton                                       | 98,50                                   | | AB-40 sud (Big Horn Highway) – Cadomin                                                                      | Terminus est du multiplex avec l'AB-40                                                                                        |
| Comté de Yellowhead                                                          |                                              | 125,20                                  | Obed Summit – 1 163,90 m (3 819 pi)                                                                         | Obed Summit – 1 163,90 m (3 819 pi)                                                                         | Obed Summit – 1 163,90 m (3 819 pi)                                                                                           |
| Comté de Yellowhead                                                          | 179,50                                       | 180                                     | AB-47 sud (Big Horn Highway) – Cadomin                                                                      | Terminus nord de l'AB-47; échangeur en direction est, intersection à niveau en direction ouest              | |
| Comté de Yellowhead                                                          | Edson                                        | 193,10                                  | | AB-748 nord (25 Street)                                                                                     | Terminus sud de l'AB-748 |
| Comté de Yellowhead                                                          |                                              | 196,50                                  | Traverse la rivière McLeod                                                                                  | Traverse la rivière McLeod                                                                                  | Traverse la rivière McLeod |
| Comté de Yellowhead                                                          | 221,70                                       |                                         | AB-32 nord – Peers, Whitecourt                                                                              | Terminus sud de l'AB-32                                                                                     | |
| Comté de Yellowhead                                                          | Nojack                                       | 247,40                                  | | AB-751 nord – Mackay                                                                                        | Terminus sud de l'AB-751 |
| Comté de Yellowhead                                                          |                                              | 258,00                                  | | AB-753 sud – Cynthia, Lodgepole                                                                             | Terminus nord de l'AB-753 |
| Comté de Yellowhead                                                          |                                              | 276,90                                  | | AB-16A est – Evansburg, Entwistle                                                                           | |
| Comté de Yellowhead                                                          | 279,50                                       |                                         | AB-22 nord (Cowboy Trail) – Mayerthorpe                                                                     | Terminus ouest du multiplex avec l'AB-22                                                                    | |
| Limite Comté de Yellowhead–Comté de Parkland                                 | Limite Comté de Yellowhead–Comté de Parkland | 286,80                                  | Traverse la rivière Pembina                                                                                 | Traverse la rivière Pembina                                                                                 | Traverse la rivière Pembina                                                                                                   |
| Comté de Parkland                                                            | Entwistle                                    | 287,50                                  | 289 | AB-22 sud (Cowboy Trail) – Drayton Valley AB-16A ouest – Entwistle                                          | Terminus est du multiplex avec l'AB-22; échangeur; terminus est de l'AB-16A                                                   |
| Comté de Parkland                                                            |                                              | 296,00                                  | | AB-757 nord – Magnolia, Sangudo                                                                             | Terminus sud de l'AB-757 |
| Comté de Parkland                                                            |                                              | 304,40                                  | 306 | AB-31 sud vers AB-759 sud – Seba Beach, Isle Lake                                                           | Échangeur; terminus nord de l'AB-31                                                                                           |
| Comté de Parkland                                                            | 314,00                                       |                                         | AB-765 nord – Darwell                                                                                       | Terminus sud de l'AB-765                                                                                    | |
| Comté de Parkland                                                            | Wabamun                                      | 322,70                                  | 324 | Wabamun | Échangeur |
| Comté de Parkland                                                            |                                              | 325,70                                  | 327 | Kapasiwin, Parc provincial de Wabamun Lake                                                                  | Échangeur |
| Comté de Parkland                                                            | Manly Corner                                 | 338,40                                  | | AB-770 sud – Carvel, Warburg                                                                                | Terminus nord de l'AB-770 |
| Comté de Parkland                                                            | Manly Corner                                 | 338,80                                  | 340 | AB-43 nord – Whitecourt, Grande Prairie, Rivière-la-Paix                                                    | Terminus sud de l'AB-43; échangeur; terminus ouest du Corridor CANAMEX                                                        |
| Comté de Parkland                                                            |                                              | 343,00                                  | 344 | AB-16A est (Parkland Highway) – Stony Plain,Spruce Grove, Centre-ville d'Edmonton                           | Sortie direction est, entrée direction ouest                                                                                  |
| Comté de Parkland                                                            | 353,50                                       | 355                                     | AB-779 – Stony Plain, Calahoo                                                                               | | |
| Comté de Parkland                                                            | Spruce Grove                                 | 357,90                                  | 360 | Campsite Road                                                                                               | Échangeur |
| Comté de Parkland                                                            | Spruce Grove                                 | 361,10                                  | 363 | Century Road                                                                                                | Échangeur |
| Comté de Parkland                                                            |                                              | 366,10                                  | 368 | AB-44 nord – Villeneuve, Westlock                                                                           | Échangeur; terminus sud de l'AB-44                                                                                            |
| Comté de Parkland                                                            | Acheson                                      | 369,10                                  | 371 | AB-60 sud (Devonian Way) – Devon                                                                            | Échangeur; terminus nord de l'AB-60                                                                                           |
| Ville d'Edmonton                                                             | Ville d'Edmonton                             | 372,30                                  | | 231 Street NW                                                                                               | Accès AB-16 est vers direction sud; accès AB-16 ouest vers direction nord                                                     |
| Ville d'Edmonton                                                             | Ville d'Edmonton                             | 374,00                                  | 376 | Winterburn Road (215 Street)                                                                                | |
| Ville d'Edmonton                                                             | Ville d'Edmonton                             | 375,90                                  | 378 | AB-2 sud / AB-216 (Anthony Henday Drive) – Cold Lake, Fort McMurray, Calgary                                | Terminus ouest du multiplex avec l'AB-2; sortie 25 de l'AB-216; terminus est du Corridor CANAMEX                              |
| Ville d'Edmonton                                                             | Ville d'Edmonton                             | 377,40                                  | 379 | 184 Street – Saint-Albert                                                                                   | Échangeur |
| Ville d'Edmonton                                                             | Ville d'Edmonton                             | 379,00                                  | 381 | 170 Street – Saint-Albert, West Edmonton Mall                                                               | Échangeur |
| Ville d'Edmonton                                                             | Ville d'Edmonton                             | 380,80                                  | 383 | 156 Street – Saint-Albert                                                                                   | Échangeur |
| Ville d'Edmonton                                                             | Ville d'Edmonton                             | 383,00                                  | 385 | AB-2 nord (St. Albert Trail) – Saint-Albert, Athabasca                                                      | Échangeur; terminus est du multiplex avec l'AB-2                                                                              |
| Ville d'Edmonton                                                             | Ville d'Edmonton                             | 384,00                                  | | 127 Street                                                                                                  | Échangeur en construction |
| Ville d'Edmonton                                                             | Ville d'Edmonton                             | 387,30                                  | 389 | AB-28 nord (97 Street) – Cold Lake, Fort McMurray                                                           | Échangeur; terminus sud de l'AB-28                                                                                            |
| Ville d'Edmonton                                                             | Ville d'Edmonton                             | 388,90                                  | 391 | 82 Street – Northlands                                                                                      | Échangeur |
| Ville d'Edmonton                                                             | Ville d'Edmonton                             | 390,00                                  | 392 | Fort Road / Wayne Gretzky Drive – Northlands                                                                | Échangeur |
| Ville d'Edmonton                                                             | Ville d'Edmonton                             | 391,50                                  | | 125 Avenue                                                                                                  | Direction ouest seulement |
| Ville d'Edmonton                                                             | Ville d'Edmonton                             | 392,50                                  | 394 | AB-15 nord (50 Street) – Fort Saskatchewan, Fort McMurray                                                   | Échangeur; terminus sud de l'AB-15                                                                                            |
| Ville d'Edmonton                                                             | Ville d'Edmonton                             | 395,00                                  | 397 | 118 Avenue / Victoria Trail                                                                                 | Échangeur |
| Ville d'Edmonton                                                             | Ville d'Edmonton                             | 395,80                                  | Traverse la rivière Saskatchewan Nord Beverly Bridge (direction est) et Clover Bar Bridge (direction ouest) | Traverse la rivière Saskatchewan Nord Beverly Bridge (direction est) et Clover Bar Bridge (direction ouest) | Traverse la rivière Saskatchewan Nord Beverly Bridge (direction est) et Clover Bar Bridge (direction ouest)                   |
| Ville d'Edmonton                                                             | Ville d'Edmonton                             | 396,40                                  | 400 | Hayter Road / 17 Street NW                                                                                  | Échangeur; indiqué sortie 400A                                                                                                |
| Limite Ville d'Edmonton–Comté de Strathcona                                  | Sherwood Park                                | 396,40–399,40                           | 400 | AB-216 (Anthony Henday Drive) – Cold Lake, Fort McMurray, Calgary                                           | Échangeur; sortie 54 de l'AB-216; indiqué sortie 400A en direction est et sortie 400B (nord) et 400C (sud) en direction ouest |
| Limite Ville d'Edmonton–Comté de Strathcona                                  | Sherwood Park                                | 399,40                                  | 400 | Broadmoor Boulevard / 17 Street NE                                                                          | Échangeur; indiqué sortie 400B en direction est et sortie 400C en direction ouest                                             |
| Limite Ville d'Edmonton–Comté de Strathcona                                  | Sherwood Park                                | 401,00                                  | 403 | Sherwood Drive / Range Road 232                                                                             | Échangeur |
| Comté de Strathcona                                                          | Sherwood Park                                | 402,60                                  | 405 | Clover Bar Road / Range Road 231                                                                            | Échangeur |
| Comté de Strathcona                                                          | Bremner                                      | 404,20                                  | 406 | AB-21 – Camrose, Fort Saskatchewan                                                                          | Échangeur; indiqué sortie 406A (sud) et 406B (nord) en direction est                                                          |
| Comté de Strathcona                                                          | Ardrossan                                    | 410,70                                  | 413 | AB-824 sud                                                                                                  | Échangeur; terminus nord de l'AB-824                                                                                          |
| Comté de Strathcona                                                          |                                              | 415,60                                  | | AB-830 – Josephburg                                                                                         | |
| I.D. No 13 (Parc national Elk Island)                                        |                                              | 423,70                                  | | Entrée ouest du Parc national Elk Island                                                                    | Entrée ouest du Parc national Elk Island                                                                                      |
| I.D. No 13 (Parc national Elk Island)                                        | 433,60                                       |                                         | Entrée est du Parc national Elk Island                                                                      | Entrée est du Parc national Elk Island                                                                      | |
| Comté de Lamont                                                              |                                              | 443,40                                  | | AB-834 – Chipman, Tofield                                                                                   | |
| Comté de Lamont                                                              | Mundare                                      | 464,50                                  | | AB-15 ouest – Chipman, Lamont, Fort Saskatchewan AB-855 – Andrew, Holden, Ryley                             | Terminus est de l'AB-15 |
| Comté de Minburn No 27                                                       |                                              | 475,30                                  | | AB-631 est                                                                                                  | Terminus ouest de l'AB-631 |
| Comté de Minburn No 27                                                       | Vegreville                                   | 479,20                                  | 481 | AB-16A est (50 Avenue) – Vegreville                                                                         | Échangeur; sortie direction est, entrée direction ouest; terminus ouest de l'AB-16A                                           |
| Comté de Minburn No 27                                                       | Vegreville                                   | 488,10                                  | | AB-857 – Bruce, Willingdon                                                                                  | |
| Comté de Minburn No 27                                                       | Vegreville                                   | 490,00                                  | 492 | AB-16A ouest (50 Avenue) – Vegreville                                                                       | Échangeur; sortie direction ouest, entrée direction est; terminus est de l'AB-16A                                             |
| Comté de Minburn No 27                                                       |                                              | 506,20                                  | | AB-36 (Veterans Memorial Highway) – Viking, Two Hills                                                       | |
| Comté de Minburn No 27                                                       |                                              | 526,30                                  | | AB-870 – Innisfree, Morecambe, Kinsella                                                                     | |
| Comté de Minburn No 27                                                       | Mannville                                    | 553,10                                  | | AB-881 – Irma, Myrnam, Saint-Paul                                                                           | |
| Comté de Vermilion River                                                     | Vermilion                                    | 574,40                                  | 577 | AB-41 (Buffalo Trail) – Elk Point, Cold Lake, Wainwright                                                    | Échangeur |
| Comté de Vermilion River                                                     |                                              | 595,00                                  | | AB-893 – Islay, Dewberry                                                                                    | |
| Comté de Vermilion River                                                     | Kitscoty                                     | 610,70                                  | | AB-897 – Marwayne, Paradise Valley                                                                          | |
| Ville de Lloydminster                                                        | Ville de Lloydminster                        | 633,50                                  | | AB-17 / SK-17 (50 Avenue) – Onion Lake, Macklin                                                             | |
| Ville de Lloydminster                                                        | Ville de Lloydminster                        | 633,50                                  | | Route 16 est – The Batlefords, Saskatoon                                                                    | Continue en Saskatchewan |
| - Terminus de multiplex - Accès incomplet - Transition de route - Non-ouvert |                                              |                                         | | | |